# Athanase Fouché
Pour les articles homonymes, voir Fouché.
Athanase Fouché, duc d'Otrante, né le 25 juin 1801 à Paris et mort le 10 février 1886 à Saint-Germain-en-Laye, est un militaire suédois du XIXe siècle au service des rois de Suède.

## Biographie
Paul Athanase Fouché est né à Paris le 25 juin 1801. Il est le troisième fils et le quatrième enfant du régicide Joseph Fouché, ministre de la Police de Napoléon, et de Bonne-Jeanne Coiquaud.
Engagé dans l'armée suédoise, il fut gentilhomme de la chambre et grand veneur du roi Oscar Ier de Suède (1799 - 1859).
Il est ajouté par la suite dans le calendrier de la noblesse suédoise.
Le 24 janvier 1824, il épousa à Finspang, en Suède, la baronne Christine Palmstierna (1799 - 1826). La duchesse est morte un peu plus de deux ans après leur mariage, et ils n'eurent pas d'enfant. Il épousa en secondes noces, le 18 août 1836 à Stockholm, la baronne Amélie de Stedingk (1802 - 1863), ensemble ils eurent une fille et un fils, futur duc d'Otrante. Veuf en 1863, il épousa en troisièmes noces le 9 juin 1884 à Saint-Germain-en-Laye Fronika Marx (1847 - 1887). 
Il est décédé à Saint-Germain-en-Laye le 10 février 1886, à l'âge de 84 ans.

## Distinctions
- Commandeur de l'ordre de Saint-Olaf
- Commandeur de l'ordre de Vasa

## Famille
C'est Athanase Fouché qui assurera la descendance du régicide Joseph Fouché jusqu'à nos jours par son second mariage. De son union avec la baronne Amélie de Stedingk, fille de l'amiral Victor von Stedingk (sv), naquirent :
- Pauline (1839 - 1906), qui épousa le comte Ture Bielke, dont postérité ;
- Gustave (1840 - 1910), officier de cavalerie, aide de camp du roi de Suède et de Norvège, qui épousa la baronne Augusta Bonde (1846 - 1912) puis la baronne Thérèse de Stedingk (1837 - 1901), dont postérité.

Paul Athanase Fouché épousa en troisièmes noces, le 19 juin 1884 à Saint-Germain-en-Laye (Yvelines) mademoiselle Fronicka Marx, née à Lyon, dans le secteur de La Guillotière, le 4 février 1847, fille de David Marx et de Pauline Gottschalk, domiciliés au Vésinet (Yvelines). Ils avaient signé un contrat de mariage chez Maître Rey à Paris le 6 juin précédent. Dans cet acte de mariage, il est précisé que le couple reconnait « pour être de leurs œuvres communes un enfant de sexe masculin né à Ostende, Belgique, le 23 juillet 1871, et enregistré le surlendemain sous les noms de Fouché d'Otrante Paul Joseph, afin de le faire jouir des droits de légitimité en conformité des articles trois cent trente un et trois cent trente trois du code civil ».
Paul Joseph Fouché d'Otrante meurt le 6 février 1930 à Buenos-Aires en Argentine. Dans son acte de décès, il est dit ouvrier agricole.
Les descendants d'Athanase Fouché sont aujourd'hui installés en Suède. 